# На краю рая
«На краю рая» (нем. «Auf der anderen Seite», тур. «Yaşamın Kıyısında», англ. «The Edge of Heaven», 2007) — немецко-итало-турецкая кинодрама немецкого режиссёра турецкого происхождения Фатиха Акина, номинированная на «Золотую пальмовую ветвь» и получившая приз за лучший сценарий Каннского кинофестиваля.
Премьера фильма состоялась 23 мая 2007 года на Каннском кинофестивале. В широкий прокат картина вышла в Германии 27 сентября. В России картина вышла на экраны ограниченным тиражом 4 сентября 2008 года.

## Сюжет
В фильме рассказывается о жизни немецких турок в современной Германии. Фильм разделён на три части: Смерть Йетер, Смерть Лотты и На краю рая.
Первоначально Нежат не одобрил, когда его овдовевший отец Али стал жить вместе с проституткой Йетер. Узнав, что Йетер зарабатывает, чтобы помочь своей дочери Айтен в Турции учиться в университете, Нежат стал относиться к ней более благосклонно. Во время внезапной ссоры Али толкает и случайно убивает Йетер. Эта смерть разделяет отца и сына. Нежат отправляется в Турцию, чтобы найти Айтен, но та, являясь политической активисткой, скрылась от турецкой полиции в Германии. Нежат, не зная об этом, выкупает книжный магазин и остается в Турции, чтобы найти девушку.
В Германии Айтен подружилась с Шарлоттой (Лоттой), которая пригласила её пожить у себя дома. Постепенно между девушками завязываются романтические отношения. Сюзанна, мать Лотты, не воспринимает вспыльчивую и прямую Айтен. Вскоре Айтен задерживают и депортируют обратно на родину, где она оказывается в тюрьме. Тогда Лотта отправляется в Турцию, надеясь вызволить свою любовницу.
В Турцию возвращается и отбывший заключение Али, а скоро в Стамбуле окажется и Сюзанна…
Все линии истории постепенно пересекаются, и, несмотря на трагические коллизии, «свет в конце тоннеля» всё же виден…

## В ролях
| Актёр                                    | Роль                   |
| ---------------------------------------- | ---------------------- |
| Нургюль Ешилчай                          | Айтен Озтюрк           |
| Баки Даврак (Baki Davrak)                | Нежат Аксу             |
| Тунджель Куртиз                          | Али Аксу               |
| Ханна Шигулла                            | фрау Сузанна Штауб     |
| Патриция Зюлковска (Patrycia Ziółkowska) | Шарлотта (Лотта) Штауб |
| Нурсель Кёсе (Nursel Köse)               | Йетер Озтюрк           |
| Йельда Рейно (Yelda Reynaud)             | Эмина                  |
| Ларс Рудольф (Lars Rudolph)              | Маркус Обермюллер      |
| Андреас Тиль (Andreas Thiel)             | работник консульства   |

## Съёмочная группа и производство
- Режиссёр: Фатих Акин
- Сценарий: Фатих Акин
- Продюсеры: Фатих Акин, Жанетт Вюрл (Jeanette Würl), Клаус Маек (Klaus Maeck), Андреас Тиль (Andreas Thiel)
- Оператор: Райнер Клаусманн (Rainer Klausmann)
- Художники: Сирма Брэдли (Sirma Bradley), Тамо Кунц (Tamo Kunz)
- Композитор: Шантель (Shantel)
- Монтаж: Эндрю Берд (Andrew Bird)
- Костюмы: Катрин Ашендорф (Katrin Aschendorf)
- Подбор актёров: Моник Акин (Monique Akin)

Производство «Norddeutscher Rundfunk (NDR)» (Германия), «Anka Film» (Турция), «Dorje Film» (Италия).
Прокат в России — «Кино без границ» (премьера 4 сентября 2008 года).

## Награды и номинации
Фильм завоевал 17 наград и 7 раз был номинирован.

### Каннский кинофестиваль
- 2007 — номинация на «Золотую пальмовую ветвь».
- 2007 — приз за лучший сценарий к фильму Фатиху Акину.